# متحف آل صنيج
متحف آل صنيج أحد متاحف منطقة نجران جنوب المملكة العربية السعودية في قرية هداده، أسسه حسين مسفر آل عمر اليامي. تأسس المتحف عام 1405هـ.

## مكونات المتحف
يتكون المتحف من قاعة تضم العديد من المقتنيات المختلفة مثل الأسلحة من بنادق وخناجر ورماح وأدوات القهوة والشاي والمباخر النحاسية وأدوات الطبخ مثل القدحان والبرم وكذلك يحتوي على بعض المكاييل والموازين والأسرجة بالإضافة إلى بعض الأزياء القديمة، وكذلك مصنوعات جلدية مختلفة، كما يحتوي المتحف على العديد من أدوات الزراعة كالسواني والغرب، وبيوت الشعر بتجهيزاتها المتنوعة.

## وصلات خارجية
- متحف آل صنيج
- مدير عام السياحة والآثار بنجران يزور متحف آل صنيج ويطلع على مقتنياته نسخة محفوظة 13 مارس 2016 على موقع واي باك مشين.